# Степногорск (городская администрация)
Городска́я администра́ция Степного́рск (каз. Степногорск қаласы әкімдігі; Степногорск Қ. Ә.) — административно-территориальная единица в составе Акмолинской области, включающее в себя город Степногорск. Общая площадь территории, подчинённой городской администрации составляет 2 905 км². Численность населения, в населённых пунктах, в составе администрации составляет 66 964 чел. (начало 2021 года), из них 67,52 % живут в городе Степногорск, 94,69 % населения живут в городских условиях. Понятия «Степногорская городская администрация» и «город Степногорск» равнозначны.
Городскую администрацию возглавляет аким города Степногорск, назначаемый акимом Акмолинской области в соответствии с Законом Республики Казахстан от 23 января 2001 года «О местном государственном управлении и самоуправлении в Республике Казахстан». В настоящее время обязанности главы Городской администрации Степногорск исполняет Каиржанов Алпысбай Куандыкович (с 2 октября 2021 года).
Административный центр городской администрации — город Степногорск.

## География
Городская администрация расположена в восточной части Акмолинской области, однако имеются населённые пункты и в западной части. Площадь территории, которая находится в подчинении городского акимата, составляет (по данным на 1 ноября 2020 года) 2905 км², в том числе:
- земли сельскохозяйственного назначения — 1587 км², в том числе[2]:
  - пашня — 248 км²
  - многолетние насаждения — 3 км²
  - залежь — 123 км²
  - сенокосы — 1 км²
  - пастбища — 1192 км²;
- земли населённых пунктов — 760 км²;
- земли промышленности, транспорта — 41 км²;
- земли лесного фонда — 55 км²;
- земли запаса — 462 км².

Площадь собственно города Степногорска — 15 836 га, в том числе площадь промышленной зоны — 8 690 га.

## История
6 апреля 1964 года образовалась городская администрация (в то время — территория городского совета) в результате отнесения к категории городов краевого подчинения указом Президиума Верховного Совета Казахской ССР населённого пункта Соцгородок Жолымбетского промышленного района Целиноградского края с присвоением ему наименования город Степногорск.
3 июня 1964 года решением Целинного крайисполкома в состав Степногорска были включены посёлки Строителей, Гидрострой, железнодорожные станции Аксу и «0,5». В непосредственном административно-территориальном подчинении Степногорского горсовета и его исполкома находились посёлки при предприятиях Целинного горно-химического комбината. По мере их роста, увеличения численности населения эти посёлки были преобразованы в посёлки городского типа.
5 апреля 1965 года статус посёлка городского типа получил посёлок Шантобе Балкашинского района Акмолинской области.
31 октября 1968 года посёлок Строителей г. Степногорска был отнесён к категории посёлков городского типа с присвоением ему наименования Заводской.
1 августа 1970 года решением Целиноградского облисполкома посёлок Старый Карабулак Карабулакского сельского совета Алексеевского района Целиноградской области был передан в подчинение Степногорскому горсовету.
Таким образом, в период с 1964 по 1970 годы была сформирована территория Степногорского горсовета, которая включила в себя город Степногорск, посёлок городского типа Заводской и посёлок Старый Карабулак.
11 марта 1997 года решением акима Акмолинской области посёлки Аксу и Бестобе были включены в границы г. Степногорска.
14 июля 1997 года решением акима Акмолинской области в связи с упразднением Тургайской области посёлок Шантобе был передан в административное подчинение акима г. Степногорска.
Реструктуризация градообразующего предприятия Государственной холдинговой компании «Целинный горно-химический комбинат»
Приказом № 28 от 9 февраля 1998 г. ГХК «ЦГХК» на основании Постановления Департамента Управления госимуществом и активами Министерства финансов РК от 02.10.1997 г. № 317 из состава ГХК «ЦГХК» было выделено Рудоуправление № 3; с 30 октября 1997 г. было выведено из состава Рудоуправление № 4 (пр.№ 92 от 17.06.1997 г.); 5 декабря 1997 г. Рудоуправление № 5 было выведено из состава ЦГХК согласно постановлению министра финансов РК № 389. Посёлок Володарское Кокшетауской области (расположение Рудоуправления № 5 ЦХГК), пос. Красногорский Есильского района (расположение Рудоуправления № 4 ЦГХК), а также пос. Заозёрный Енбекшильдерского района Кокшетауской области (расположение Рудоуправления № 3 ЦГХК) были выведены из административно-территориального подчинения города Степногорска. В административном подчинении города Степногорска остался пос. Шантобе Сандыктауского района (бывший Балкашинский район) Акмолинской области, где базируется Рудоуправление № 1 Степногорского горно-химического комбината (бывший ЦГХК).
8 декабря 1998 года решением акима Акмолинской области на базе сёл Карабулак, Коксал и Первомайка был образован Карабулакский сельский округ и передан в административно-территориальное подчинение акиму г. Степногорска.
Таким образом, в период 1997—1998 годов произошло изменение числа населённых пунктов, находящихся в административном подчинении акимата города Степногорска, из административного подчинения Степногорска были выведены посёлки Володарское, Красногорский, Заозёрный. В административное подчинение Степногорска были переданы посёлки Аксу, Бестобе (вместе с селом Подхоз), Шантобе (вместе с селом Кронштадтка), а также сёла Карабулакского сельского округа: Карабулак, Коксал и Первомайка.
11 апреля 2013 года постановлением акимата Акмолинской области и решением Акмолинского областного маслихата (вступило в силу 24 апреля 2013 года) в административное подчинение городской администрации Степногорска были включены сёла Изобильное площадью 12 005 га Ерейментауского района (земли ранее находившиеся в административных границах села Изобильное общей площадью 100203 га были переданы в административные границы села Селетинское Ерейментауского района) и Кырыккудык площадью 3 302 га (земли площадью 105698 га, ранее находившиеся в административных границах села Кырык кудык, были переданы в состав Жалгызкарагайского сельского округа Аккольского района).
6 мая 2013 года постановлением правительства Республики Казахстан 123 000 гектаров земель Аккольского район были включены в административные границы города Степногорска.
8 мая 2013 года постановлением акимата и решением маслихата Акмолинской области(вступило в силу 28 мая 2013 года) города Степногорска и Аккольского района путем передачи земель Богенбайского сельского округа Аккольского района общей площадью 10711 гектаров (в составе земель села Богенбай 5363 гектара и села Степногорское 5348 гектаров), а также земель других категорий Аккольского района в административных границах Богенбайского сельского округа общей площадью 112289 гектаров в черту города Степногорска (всего 12300 га, как это было установлено постановлением правительства).
Таким образом, в результате преобразований 2013 года в состав городской администрации Степногорска перешли сёла Изобильное и Кырыккудык, а также целиком весь Богенбайский сельский округ с двумя сёлами — Богенбай и Степногорское.
25 октября 2019 года постановление акимата и решением маслихата Акмолинской области (вступило в силу 30 октября 2019 года) село Степногорское Богенбайского сельского округа города Степногорска было переименовано в село Байконыс.

## Население
| Численность населения | Численность населения | Численность населения | Численность населения | Численность населения | Численность населения | Численность населения |
| 1989                  | 1999                  | 2004                  | 2005                  | 2006                  | 2007                  | 2008                  |
| --------------------- | --------------------- | --------------------- | --------------------- | --------------------- | --------------------- | --------------------- |
| 86 950                | ↘70 121               | ↘62 098               | ↗63 115               | ↗64 592               | ↗65 866               | ↗66 689               |
| 2009                  | 2010                  | 2011                  | 2012                  | 2014                  | 2015                  | 2016                  |
| ↘65 991               | ↗66 468               | ↘65 881               | ↗66 075               | ↗66 672               | ↗68 454               | ↗68 688               |
| 2017                  | 2018                  | 2019                  | 2020                  | 2021                  |                       |                       |
| ↘68 132               | ↘68 053               | ↘67 857               | ↘67 416               | ↘66 964               |                       |                       |

### Национальный состав
Национальный состав Степногорской Г. А. на начало 2021 года:
| Национальность | Численность (чел.) | Процентное соотношение |
| -------------- | ------------------ | ---------------------- |
| Казахи         | 29 957             | 44,74%                 |
| Русские        | 29 522             | 44,09%                 |
| Украинцы       | 2 051              | 3,06%                  |
| Немцы          | 1 862              | 2,78%                  |
| Татары         | 1 252              | 1,87%                  |
| Белорусы       | 397                | 0,59%                  |
| Поляки         | 201                | 0,30%                  |
| Азербайджанцы  | 163                | 0,24%                  |
| Чеченцы        | 129                | 0,19%                  |
| Башкиры        | 122                | 0,18%                  |
| Армяне         | 95                 | 0,14%                  |
| Корейцы        | 81                 | 0,12%                  |
| Молдаване      | 78                 | 0,12%                  |
| Ингуши         | 77                 | 0,11%                  |
| Марийцы        | 77                 | 0,11%                  |
| Удмурты        | 49                 | 0,07%                  |
| Другие         | 851                | 1,27%                  |
| Всего          | 66 964             | 100,00%                |

### Половозрастной состав
По данным Национальной переписи населения Республики Казахстан 2009 года:
| Возраст     | Мужчины, чел. | Женщины, чел. | Общая численность, чел. | Доля от всего населения, % |
| ----------- | ------------- | ------------- | ----------------------- | -------------------------- |
| 0 — 14 лет  | 6 612         | 6 030         | 12 642                  | 19,16 %                    |
| 15 — 64 лет | 21 781        | 24 209        | 45 990                  | 69,69 %                    |
| от 65 лет   | 2 424         | 4 935         | 7 359                   | 11,15 %                    |
| Всего       | 30 817        | 35 174        | 65 991                  | 100,00 %                   |

- Мужчины — 30 817 (46,70 %). Женщины — 35 174 (53,30 %).

## Административное деление

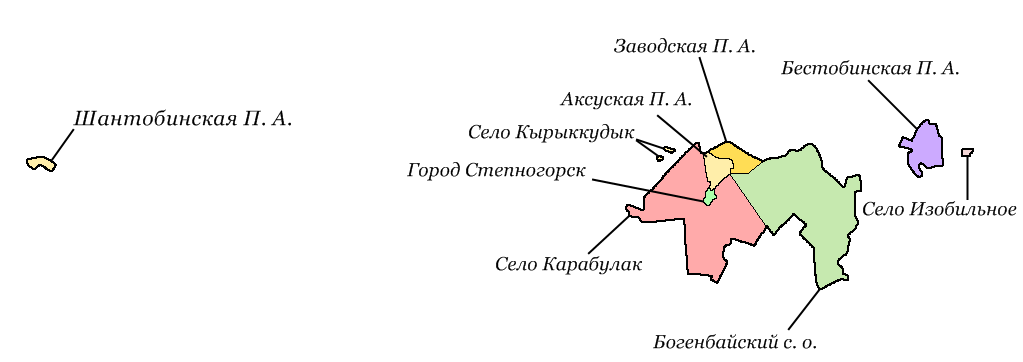
Административно-территориальное деление Степногорской Г. А.

Городская администрация включает в себя 9 административных единиц (1 город, 4 поселковых администрации, 1 администрация сельского округа и 3 сельские администрации).
| №        | Административная единица              | Административный центр | Количество населённых пунктов | Население (1999) | Население (2009) | Население (2020) |
| -------- | ------------------------------------- | ---------------------- | ----------------------------- | ---------------- | ---------------- | ---------------- |
| 1e-06    | Городская администрация:              |                        |                               |                  |                  |                  |
| 1        | Город Степногорск                     | город Степногорск      | 1                             | 47 372           | 46 712           | 46 439           |
| 1.000002 | Поселковые администрации:             |                        |                               |                  |                  |                  |
| 2        | Аксуская поселковая администрация     | посёлок Аксу           | 1                             | 5 690            | 3 779            | 3 990            |
| 3        | Бестобинская поселковая администрация | посёлок Бестобе        | 2                             | 6 656            | 6 335            | 6 748            |
| 4        | Заводская поселковая администрация    | посёлок Заводской      | 1                             | 3 991            | 3 504            | 3 833            |
| 5        | Шантобинская поселковая администрация | посёлок Шантобе        | 2                             | 5 102            | 4 473            | 3 424            |
| 5.000003 | Сельский округ:                       |                        |                               |                  |                  |                  |
| 6        | Богенбайский сельский округ           | село Богенбай          | 2                             | (1 571)          | (672)            | 518              |
| 6.000004 | Сельские администрации:               |                        |                               |                  |                  |                  |
| 7        | Село Изобильное                       | село Изобильное        | 1                             | (1 428)          | (933)            | 515              |
| 8        | Село Карабулак                        | село Карабулак         | 1                             | 1 310            | 1 188            | 1 388            |
| 9        | Село Кырыккудык                       | село Кырыккудык        | 1                             | (888)            | (567)            | 558              |

В скобках указана численность населения административных единиц, которые на момент переписи ещё не входили в административное подчинение Степногорской городской администрации.

### Населённые пункты
В Степногорской городской администрации 11 населённых пунктов (из них: 1 город, 4 посёлка, 6 сёл).
| №  | Населённый пункт | Тип                           | Население (1999) | Население (2009) | Административная единица              |
| -- | ---------------- | ----------------------------- | ---------------- | ---------------- | ------------------------------------- |
| 1  | Аксу             | посёлок                       | 5 690            | ↘3 779           | Аксуская поселковая администрация     |
| 2  | Байконыс         | село                          | 990              | ↘476             | Богенбайский сельский округ           |
| 3  | Бестобе          | посёлок                       | 6 656            | ↘6 469           | Бестобинская поселковая администрация |
| 4  | Богенбай         | село                          | 581              | ↘195             | Богенбайский сельский округ           |
| 5  | Заводской        | посёлок                       | 3 991            | ↘3 504           | Заводская поселковая администрация    |
| 6  | Изобильное       | село                          | 1 428            | ↘933             | Село Изобильное                       |
| 7  | Карабулак        | село                          | 1 310            | ↘1 188           | Село Карабулак                        |
| 8  | Кырыккудык       | село                          | 888              | ↘567             | Село Кырыккудык                       |
| 9  | Новокронштадка   | село                          | 372              | ↘259             | Шантобинская поселковая администрация |
| 10 | Степногорск      | город, административный центр | 47 372           | ↘46 712          | Город Степногорск                     |
| 11 | Шантобе          | посёлок                       | 4 730            | ↘4214            | Шантобинская поселковая администрация |

#### Упразднённые населённые пункты
Согласно постановлению акимата Акмолинской области от 5 марта 2008 года (вступило в силу 15 апреля 2008 года, оно утверждало постановления акимата города Степногорска № а-17/604 от 12 декабря 2007 года и решения Степногорского городского маслихата № 4С-3/9 от 12 декабря 2007 года, постановления акимата Жаксынского района № 14 от 14 декабря 2007 года и решения Жаксынского районного маслихата № С-5-10 от 14 декабря 2007 года):
- село Коксал было включено в состав села Карабулак
- село Первомайка было включено в состав села Карабулак.

Карабулакский сельский округ был упразднён и переведён в категорию села Карабулак.
Постановлением акимата Акмолинской области от 10 декабря 2009 года (вступило в силу 20 января 2010 года):
- село Мирное Богенбайского сельского округа упразднено в связи с выездом всех жителей.

Решением Акмолинского областного маслихата, акима Акмолинской области от 12 апреля 2001 г. (вступившим в силу 8 мая 2001 г.):
- село Баскудук Кырык-Кудукского сельского округа, в связи с выездом жителей, было упразднено и исключено из учётных данных.

В советский период в составе Изобильненского сельского совета, помимо собственно села Изобильное, которое являлось центральной усадьбой совхоза «Изобильный», были ещё четыре населённых пункта:
- отделение № 1 свх. Изобильный, включённое в состав села Изобильное в качестве улицы Восточная (с 2010 г. переименована в улицу Желтоксан)[14]
- отделение № 2 свх. Изобильный, переименованное в село Жалын
- отделение № 3 свх. Изобильный, переименованное в село Восточное
- отделение № 5 свх. Изобильный[15].

В материалах переписи населения 1999 года ещё присутствовали сёла Жалын и Восточное в составе Изобильненского сельского округа, но в них переписью не было учтено население. Отделение № 1 в настоящее время фигурирует в составе села Изобильное в качестве улицы Желтоксан.
Село Подхоз включено в состав посёлка Бестобе в качестве улицы Подхоз, которая 20 декабря 2018 года была переименована в улицу Кен дала
- село Подхоз Бестобинской поселковой администрации упразднено в связи с включением в посёлок Бестобе.

В соответствии с решением Целиноградского облисполкома от 1 августа 1970 года посёлок Старый Карабулак Карабулакского сельского совета Алексеевского района Целиноградской области был передан в подчинение Степногорскому горсовету.
- посёлок Старый Карабулак — включён в состав города Степногорск, ныне Старый Карабулак именуется как «Пригородный».